# Сан-Бенедетто-Уллано
Сан-Бенедетто-Уллано (итал. San Benedetto Ullano) — коммуна в Италии, располагается в регионе Калабрия, подчиняется административному центру Козенца.
Население составляет 1644 человека, плотность населения составляет 87 чел./км². Занимает площадь 19 км². Почтовый индекс — 87040. Телефонный код — 0984.
Покровителем коммуны почитается святой Бенедикт Нурсийский, празднование 21 марта.